# Margrethe Kruse
Margrethe Kruse (* 16. November 1908 in Viborg/Dänemark; † 8. Juli 1983 in Vejle/Dänemark) war eine dänische Krankenschwester, Präsidentin der Nordic Nurses Federation und Präsidentin des International Council of Nurses (ICN)

## Leben
Margrethe Kruse wurde als Tochter des Zollbeamten Jørgen F. Kruse und dessen Ehefrau, Natalie Larsen, geboren. 1928 erlangte sie die allgemeine Hochschulreife, was zur damaligen Zeit noch ungewöhnlich war. Sie studierte anschließend Medizin an der Universität in Kopenhagen, brach das Studium jedoch zugunsten einer Krankenpflegeausbildung am Bispebjerg-Krankenhaus ab. Das Bispebjerg-Krankenhaus in Kopenhagen zählte damals zu den modernsten Krankenhäusern in Europa. Kruse beendete die Ausbildung im Jahr 1935. Zwischen 1937 und 1939 war sie Sekretärin beim Dänischen Krankenpflegerat (Dansk Syskeplejeråd). Sie hielt diese Position bis 1969 intermittierend inne. Von 1939 bis 1945 arbeitete Kruse als Pflegelehrerin an der Rødkilde-Volkshochschule. 1943 wurde sie Herausgeberin des dänischen Krankenpflegejournals. 1947 folgte ein Auslandsaufenthalt in den USA, um das dortige Pflegesystem kennen zu lernen. Ebenfalls intermittierend arbeitete Kruse bei der International Labour Organization (ILO) in Genf als Fachberaterin für Pflegefragen. 1960 erstellte sie den Bericht Employment and Conditions of Work of Nurses, der in mehrere Sprachen übersetzt wurde. 1962 bis 1964 war sie Präsidentin der Nordic Nurses Federation.
Schon 1948 wurde Kruse Mitglied des ICN Exchange Komitees. Sie organisierte internationale Austauschprogramme für Krankenschwestern. Ab 1960 begann die eigentliche Arbeit im ICN, bei der sich Kruse mit den Arbeitsbedingungen in der Pflege befasste. 1969 wurde sie für vier Jahre zur Präsidentin des ICN gewählt. Es gelang ihr in dieser Zeit, den Weg frei zu machen zur Präsentation des ICN in der World Health Organisation.
Ihre letzte Anstellung fand Kruse als Sekretärin der National Association of Retired Nurses im Dänischen Krankenpflegerat. 
Sie fand ihre letzte Ruhestätte in Hellerup. 

## Auszeichnung
- Freiheitsmedaille für besondere Verdienste um Norwegen während des Zweiten Weltkriegs – überreicht von König Haakon VII.